# Campomanesia pubescens
Campomanesia pubescens är en myrtenväxtart som först beskrevs av Carl Friedrich Philipp von Martius och Dc., och fick sitt nu gällande namn av Otto Karl Berg. Campomanesia pubescens ingår i släktet Campomanesia och familjen myrtenväxter. Inga underarter finns listade i Catalogue of Life.